# غوستافو سيزار
غوستافو سيزار (بالإسبانية: Gustavo César Veloso)‏ مواليد 29 يناير 1980 في فياغارثيا دي أروسا، إسبانيا، هو دراج إسباني في صنف سباق الدراجات على الطريق.

## سجل النتائج

### سباقات أو مراحل فاز بها
- طواف إسبانيا

## روابط خارجية
- غوستافو سيزار على موقع الاتحاد الدولي للدراجات (الإنجليزية)
- غوستافو سيزار على موقع أرشيف الدراجات (الإنجليزية)
- غوستافو سيزار على موقع إحصائيات الدراجات الإحترافية (الإنجليزية)
- غوستافو سيزار على موقع نسبة الدراجات (الإنجليزية)
- غوستافو سيزار على موقع CycleBase (الإنجليزية)